# Лунђешти (Бузау)
Лунђешти (рум. Lungești) насеље је у Румунији у округу Бузау у општини Козиени. Oпштина се налази на надморској висини од 273 m.

## Становништво
Према подацима из 2002. године у насељу је живело 38 становника, од којих су сви румунске националности.